# 히드노라아과
히드노라아과 (hydnora亞科, 학명: Hydnoroideae 히드노로이데아이[*])는 쥐방울덩굴과의 아과이다. 2개 속에 약 8종으로 이루어져 있다. 2003년의 APG II 분류 체계 또한 이 아과를 인정했으며, 목련군의 후추목에 할당했다. 이는 1998년의 APG 분류 체계에서 목에 분류하지 않고 속씨식물 하위에 직접적으로 분류하였던 것과는 차이를 보여주고 있다. 2016년 APG IV 분류 체계에서 쥐방울덩굴과로 분류했다. 그러나, 최근 계통분류학 연구들은 히드노라아과를 쥐방울덩굴과의 아과가 아닌 후추목 하위의 독립된 히드노라과 (학명: Hydnoraceae) 로 분류한다. 히드노라과의 하위분류에는 히드노라속 (속명: Hydnora) 과 프로소판체속 (속명: Prosopanche) 이 있다. 히드노라속은 현재까지 발견된 10종, 프로소판체속은 7종을 포함한다.
히드노라과는 진화 과정에서 광합성 능력을 완전히 상실한 전기생식물이다. 아프리카와 아라비아 반도 (히드노라속), 중앙아메리카와 남아메리카 (프로소판체속) 에 분포하는 이 식물은 숙주식물의 뿌리에 기생하며, 흔히 생각하는 잎이나 줄기 구조가 존재하지 않는다. 대신 뿌리줄기 (rhizome) 가 있으며, 꽃을 피울 때에만 땅 위로 올라온다. 히드노라과의 색소체 유전체는 진화 과정에서 기능을 거의 잃어버렸다.

## 분포
히드노라과는 구세계와 신세계 (아메리카) 사이에 분리된 분포를 보인다. 알려진 10종의 히드노라 속은 아프리카, 마다가스카르, 아라비아 반도의 건조 지역에 분포한다. 이와 대조적으로, 7종의 프로소판체속은 중남미에서 발견된다. 히드노라과의 기원은 백악기 후기(91 MYA)에, 히드노라속과 프로소판체속의 왕관군 (가장 최근의 공통 조상) 이 5천 5백만 년 전에 있었을 것으로 추정되지만, 현재의 분포를 고려하면 왕관군 나이는 아프리카와 남미 사이의 지각 분열 시기로 거슬러 올라갈 수도 있다.

## 하위 분류
- Hydnora Thunb.
- subgenus Hydnora (Decaisne 1873; Hatt et al. 2022): Hydnora visseri Bolin, E.Maass & Musselman., H. longicollis Welw., H. africana Thunb., H. triceps Drège & E.Mey.
- subgenus Dorhyna (Decaisne 1873): Hydnora hanningtonii Rendle, H. abyssinica A.Br., H. solmsiana Dinter., H. bollini Hatt sp. nov.
- subgenus Neohydnora (Harm 1935): Hydnora esculenta Jum. & H.Perrier.
- subgenus Sineseta (Hatt et al. 2022): Hydnora sinandevu Beentje & Q.Luke.
- Prosopanche de Bary
- Prosopanche americana (R.Br.) Baill., P. bonacinae Speg., P. caatingicola R.F.Machado & L.P.Queiroz., P. cocuccii Tav.de Carvalho, Záchia & Mariath, P. costaricensis L.D.Gómez., P. demogorgoni Funez, P. panguanensis C.Martel & Rob.Fern

## 계통 분류
2016년 APG IV 분류 체계에서 쥐방울덩굴과에 포함었으며, 그 이전의 2009년 APG III 분류 체계, 2003년 APG II 분류 체계에서는 별개의 히드노라과(Hydnoraceae)로 다루어졌다. 1998년 APG 분류 체계에서는 히드노라과가 인정되지 않았다.